# 天道盟太陽聯盟
太陽聯盟，原名太陽會，為三大台灣幫派天道盟的旗下分會。其性質屬於本省掛，成立於1987年9月6日，是天道盟創立初期的六大分會之一，至今主要活動在台灣與上海、福建、东南亚等地，成員人數可能在於數千乃至上萬。
1990年代至2000年代，太陽會用以武力擴張勢力以及新舊派系分裂問題，導致發生數十起槍擊、槍殺、械鬥等重大刑事案件，影響台灣治安甚鉅造成社會不安，情治單位多次施行俗稱「后羿專案」針對太陽會的掃黑行動，逮捕幹部及殺手等數十人瓦解太陽會勢力才得以化解長達十多年的治安風暴，也因此太陽會被視為是天道盟最具代表性的分會。
2020年8月，天道盟四大長老合議決策將太陽會改制升格為「太陽聯盟」，現今對外多簡稱為「太陽盟」。
2023年旗下富陽會以「富陽集團」為名舉辦春酒 ，警政署長視為公然挑釁公權力，下令全台執行「靖城專案」實施高強度掃蕩  。
2024年旗下團體月陽會舉辦尾牙。

## 略歷

### 創立背景
1984年因為竹聯幫引發「江南案」緣故，台灣當局實施「一清專案」全國大掃黑，將台灣數千名黑道份子掃黑進監獄關押。基隆「田寮港」角頭，綽號「阿潭」吳桐潭也因案遭掃黑入獄。
竹聯幫份子因人數眾多在監獄裡勢力極為強勢，各地角頭於獄中遭到竹聯幫欺壓，為對抗氣焰囂張的竹聯幫，於1986年10月，羈押在台北看守所的「大貓」羅福助、「阿潭」吳桐潭、「阿不倒」謝通運、「博仔」李博熙、「悾仔敏德」林敏德、「鴨霸」陳賢明等台灣各地角頭，共議商籌結盟成立為天道盟。
1987年9月6日，吳桐潭自台東警總職訓總隊結訓出獄後，在台北與基隆等地設立太陽會的具體組織，吳桐潭為首任會長，副會長「標哥」林清標、「庫洛」施春成、「白面」白邱鑫、「阿茂」李信茂等四人，組長級幹部三十餘名，積極從事拓展太陽會的勢力範圍。
1989年間，吳桐潭為首在台北市民生東路成立「太陽集團」，集團內含有「太陽海運」、「太益倉儲」、「太福神珠寶」、「太佑資訊顧問」等七家公司。吳桐潭自任集團總裁，各公司設秘書，並且由「阿寶」凌志成擔任首席秘書，開創企業管理。
太陽會第3代會長蘇倫養於90年10月間，在高棉金邊市吳桐潭住處，親自主持太陽會第1代虎之宣誓儀式。成員包括鄧永燃、曾盈進、何木生、葉雲全及陳長齡，由鄧永燃擔任虎頭。
鐵霸曾盈富於91年之年初，在臺北市○○○路「MIX KTV」地下1樓包廂主持成立第2代虎。成員包括黃昌泰、楊榮錦、李興隆、鍾君平及吳志文，由鍾君平擔任虎頭。後鍾君平音訊全無，改由黃昌泰擔任虎頭，彭天龍遞補鍾君平遺留之空缺。
鐵霸曾盈富於91年10月29日，在桃園縣楊梅鎮某餐廳主持成立第3代虎。廖文彬擔任虎頭，其餘成員分別為何錦晃、黃福枝、紀國勝、連俊宏、彭國正、邱琳貴、朱志強、阮安勝、葉仲凱、林建豪及莊昀鵬。「第1代虎」、「第2代虎」及「第3代虎」成員在太陽會中之地位高於一般幫眾，接受曾盈富、梁瑞文（龍潭組組長）、董智泰等人之命令指揮，使其成為具有內部管理結構之團體。

### 暴力勃發
自從1990年開始，太陽會因擴展勢力及搶奪地盤，涉及多起暴力恐嚇、縱火以及槍擊案件，高調行徑備受台灣情治單位關注監控。同年8月21日，太陽會為爭奪地盤利益與「大安會」發生衝突，太陽會成員「阿鹹」徐文賢、「小曹」等人縱火「大安庄」角頭同是大安會發起人的「三八仔」彭政欽經營的「真善美舞廳」，備受警方關注並且同時掃蕩兩幫派份子。
同年9月11日，十大槍擊要犯「黑牛」黃鴻寓與天道盟發生嚴重的暴力衝突，被視為天道盟中部據點的「羅浮宮舞廳」遭到「黑牛」丟擲汽油彈縱火，導致天道盟盟主羅福助的胞兄命喪火窟，太陽會「阿寶」凌志成甚至透過記者公開懸賞五百萬新台幣全力追緝「黑牛」，也因此太陽會高調行徑使得吳桐潭被情治單位列為「迅雷專案」全國掃黑的對象，並潛逃至中國大陸福州躲避掃黑查緝。
潛逃至中國大陸的吳桐潭獲知「迅雷專案」中遭捕的「魁哥」楊登魁疑似被時任立法委員林文郎出賣，因此召集「阿寶」凌志成與「阿鹹」徐文賢等人前往中國福州的「西湖酒店」內成立「天道盟特攻隊」，並且由兩人分別擔任正副隊長，下設有隊員四十餘人。特攻隊成立後成員隨即在10月9日前往林文郎所經營的「白金漢三溫暖」投擲汽油彈縱火報復，並與警方發生槍戰。
1991年，吳桐潭在中國福州被當地公安逮捕，同年4月1日依「金門協議」由馬祖搭乘903號陽字號驅逐艦遣返回台灣，嗣於1992年4月23日入獄服刑兩年，期間將太陽會會務交由時任副會長「庫洛」施春成（後改稱施萬浤）主持。
1994年6月吳桐潭出獄後，施春成並未交還會務，仍然自稱為太陽會會長，吳桐潭遂行在台北市敦化南路成立「昊皇國際機構」作為太陽會總部鞏固自己勢力，下設有「昊皇國際貿易」、「昊地工程顧問」、「昊帝建設開發」等公司。同年8月，吳桐潭出任機構總裁（太陽會會長）、胞弟「黑茂仔」吳桐茂任機構總裁特助（太陽會執行長），組長「碰米」李建亞、余順智等人分任昊皇國際機構秘書長、昊皇公司總經理、昊帝公司副總經理；至此太陽會內部分裂為「吳桐潭派」及「施春成派」互相爭奪利益。
1995年9月間，太陽會擴展迅速涉及多起刑事案件，並樹立許多敵人導致情況逐漸失控，為制衡日益失控的太陽會，天道盟高層招攬同樣是來自基隆的角頭「芋粿」吳明貴在基隆、汐止地區等地成立「同心會」與太陽會相互抗衡，雙方發生數起火拼、械鬥、槍擊等重大社會事件長達數年之久。太陽會與同心會之間的紛爭造成社會治安動盪，曾經由雲林的縱貫線老大「北港黑松」蔡永常、「台西標哥」林清標等人多次北上出面調停兩幫會之間的惡鬥。
1996年8月，「治平專案」全國大掃黑期間，吳桐潭再度潛逃出境經由日本轉至中國大陸福州經營「麗景天下飯店」，期間輾轉至珠海最後於1998年定居在柬埔寨金邊市，並於2001年與「大胖勇」蘇倫養共同在該地經營「名仕三溫暖」。施春成則潛逃至上海發展。1998年間，在台灣的重要成員「阿鹹」徐文賢、「阿寶」凌志成等人，前往吳桐潭藏匿於珠海的據點，討論台灣與大陸等地的地盤利益分配問題，但因未取得共識，會後雙方不歡而散，種下太陽會更加走向分裂的遠因。

### 新舊太陽會鬥爭
2000年4月、太陽會在元老成員「世將」方世祥提議策劃下，於中國上海「阿寶」凌志成等重要幹部經營的酒店內成立「新太陽會」（施春成派），會中推舉「當利」閻當利為會長、「阿鹹」徐文賢為副會長，事實上「庫洛」施春成才是真正的新太陽會領袖。「阿潭」吳桐潭在柬埔寨得知此消息後，認為施春成一派事先未取其同意而極為不悅，除不承認新任幹部外，再次自任為「總會長」，另命「大胖勇」蘇倫養與「雙溪聰」吳錫聰為正副會長，並獲當年所屬「昊皇國際機構」的支持壯大勢力，外界稱之為「舊太陽會」（吳桐潭派）。至此，太陽會正式一分為二。
同年8月，台北市中山區發生「吉林茶行槍擊案」，新太陽會代理會長「世將」方世祥被疑似因酒店糾紛，遭到天道盟同心會成員在自家茶行內槍殺身亡，以及在場的天道盟份子林建豪、時任台北市警察局萬華分局刑事組長林福來身受重傷，震驚社會。
舊太陽會方面，「大胖勇」蘇倫養與「雙溪聰」吳錫聰接任正副會長後，在組織內部設立「捍衛隊」、「突擊隊」及「行動狙殺隊」等武力部隊，用以對付「新太陽會」及汐止崛起至基隆的天道盟同心會，並將據點設在台北市錦州街。何木生復於九十年初，在太陽會海外據點即柬埔寨吳桐橝之租住處，受蘇倫養（擔任太陽會第三代會長）之引薦，與鄧永燃、曾盈進、陳長齡、葉雲全等人結為「五虎」，號為太陽會「第一代虎」，以鄧永燃為「虎頭」，推由鄧永燃帶頭唸誓詞，何木生、曾盈進、陳長齡、葉雲全則一句句跟著唸（葉雲全當時人在臺灣），宣誓結為患難兄弟效忠太陽會，由蘇倫養、吳錫聰（擔任太陽會副會長）監誓，並各自以刀片切割手指滴血在以碗盛酒之容器中，由在場宣誓人輪流共飲即完成儀式；現場則有曾盈富、潘恆逸等太陽會份子及吳桐橝觀禮，藉此壯大太陽會之組織集團。並在2002年2月及10月間，於台北市擴大組織成立「第二代虎」、「第三代虎」等殺手組織，殺手成員至少高達二十三人。2002年2月初，「太陽會」捍衛隊隊長曾盈富（業經本院以九十二年度矚重訴字第一號判處有期徒刑十三年十月在案，現正由臺灣高等法院審理中）之主持下，與鐘君平（原為「太陽會」第二代虎虎頭，嗣已自行退出再參與組織活動）、李興隆（綽號「VISA」，刻正由臺灣桃園地方法院審理中）、黃昌泰（綽號「狀元」，業經本院以九十二年度訴字第五一三號判處有期徒刑十二年，併科罰金新臺幣二十萬元在案）及楊榮錦（綽號「阿戰」，刻正由臺灣桃園地方法院審理中）等人，共同宣誓成為「太陽會」之第二代虎成員，並推由鐘君平擔任第二代虎之虎頭（嗣鐘君平退出「太陽會」組織之後，則由黃昌泰接替鐘君平「虎頭」之職位）。
2001年至2002年短短兩年間，舊太陽會針對新太陽會進行多次狙殺行動，包含新太陽會成員「徐明德槍殺案」、新竹三環幫幫主「賴增財槍殺案」、同心會成員「蕭英旭槍擊案」、新太陽會會長「閻當利槍殺案」、桃園角頭新太陽會成員「呂學義槍殺案」、基隆「旌全藝品店槍擊案」、桃園「凱旋門遊藝場槍擊案」、台北「小調舞廳槍擊案」、太陽會元老郭燦裕的司機「張誡麟槍殺案」、新太陽會成員「溫欽煌槍擊案」、台北市議員「陳進棋槍殺案」等多起暴力槍擊、槍殺等刑事案件，震驚社會大眾，台灣情治單位並多次為其成立掃黑專案追緝兇手，並且指稱是舊太陽會的虎牌殺手所為。
舊太陽會企圖以強硬手段，對另外成立的新太陽會成員與其他幫派重要成員，展開有計畫的狙殺行動並且傳出有狙殺名單，此舉震驚社會大眾使得各界人心惶惶，引起政府及治安單位高度重視，台灣警方實行俗稱「后羿專案」針對太陽會的全面掃黑緝捕行動，直到2003年3月13日，吳桐潭因病由柬埔寨潛至珠海就醫時，為當地公安人員逮捕，在3月底被遣送回台灣入獄服刑，時任會長「大胖勇」蘇倫養以及各代「虎牌殺手」等五十三名幹部相繼遭到逮捕落網，太陽會勢力遭受警方重擊逐漸瓦解。

### 重新整合
新舊太陽會因政府掃黑而逐漸瓦解沉寂之時，原本是新舊兩派的副會長「雙溪聰」吳錫聰、「阿鹹」徐文賢被視為太陽會的新會長，分別活躍在中國大陸及越南兩地；兩派之間基於新仇舊恨，依舊有多起衝突事件。
2011年間，原被視為新太陽會領袖的「庫洛」施萬浤，從「蕭濟公」蕭澤宏手中接棒天道盟第四任盟主，並在2012年間於台灣台北市舉辦婚禮，而原被視為水火不容的舊太陽會領袖「潭哥」吳桐潭，亦擔任婚禮總召待。因此外界相信，雙方在蕭澤宏擔任盟主期間，與吳桐潭、施萬浤兩人已經有默契的重新整合太陽會新舊派系，並且平息了太陽會長達十多年的紛爭。
2013年4月，民主進步黨立法委員柯建銘辦公室送出463份入黨申請書，裡面卻出現太陽會成員。
雖然天道盟是由施萬浤接掌盟主，但因施逐步淡出江湖、退居幕後，天道盟實際上依舊是由蕭澤宏在幕後掌權。2019年蕭澤宏逝世，天道盟各會系開始角逐新盟主權位，其中以太陽會創會會長「潭哥」吳桐潭呼聲最高；但吳桐潭以年邁為由拒絕接任，並且力排眾議推薦由長年以來的親信同是太陽會現任會長的「鐵霸」曾盈富接任新盟主。
2020年8月，太陽會由吳桐潭、前不倒會會長「燒破修」林振修、「落褲」沈春雄、「龍哥」朱瑞典等人擔任天道盟四大長老的顧問職務，並且採取合議制決定天道盟的各項決策，並將太陽會升格改制為「太陽聯盟」、對外簡稱「太陽盟」。由原會長「俊傑」黃俊傑擔任太陽盟主，目的是為了制衡曾盈富過大的權力，形成既獨立又同屬的奇特現象，此舉制度變革備受外界關注。「落褲」沈春雄和「麥克」洪瑞鴻擔任副盟主。

## 歷任會長
- 第一任：「潭哥」吳桐潭
- 第二任：「庫洛」施萬浤
- 第三任：「大胖勇」蘇倫養（舊派）、「當利」閻當利（新派）
- 第四任：「雙溪聰」吳錫聰（舊派）、「阿鹹(Á-hiân)」徐文賢（新派）
- 第五任：「鐵霸(Thih-pà)」曾盈富[37]
- 第六任：「俊傑」黃阿弟[4]

## 歷任盟主
2021年1月1日改制鞏固組織以昇格為「太陽聯盟」，領導人改稱為盟主。
- 第一任：「俊傑」黃天陽[38]

## 組織
台北分會、基隆分會、七堵分會、大同分會、板橋分會、新店分會、新莊分會、三重分會、三峽分會、桃園分會、中壢分會、樹林分會、龍潭分會、新竹分會、湖口分會、新豐分會、苗栗分會、頭份分會、高雄分會、花蓮分會。雲林分會、竹北分會、台東分會、虎陽分會